# Трунилин, Сергей Иванович
Серге́й Ива́нович Труни́лин (20 августа 1923, Степное Анненково, Симбирская губерния — 19 августа 2007, Ульяновск) — помощник командира стрелкового взвода 336-го гвардейского стрелкового полка, гвардии старший сержант — на момент представления к награждению орденом Славы 1-й степени. Один из немногих полных кавалеров ордена Славы, награждённых четырьмя орденами.

## Биография
Родился 20 августа 1923 года в селе Степное Анненково (ныне — Цильнинского района Ульяновской области). Рано лишился отца, со старшим братом жил на острове Сахалин. Когда брат ушёл на службу в армию, Сергей был направлен в детский дом, затем в ремесленное училище. Образование неполное среднее. С 1939 года работал машинистом на 4-й шахте в городе Ворошилов, Уссурийск Приморского края.
В феврале 1942 года был призван в Красную Армию Ворошиловским райвоенкоматом. С июля 1942 года участвовал в боях с захватчиками, на Северо-Западном фронте. Воевал в составе 101-го отдельного танкового батальона заряжающим в экипаже танка Т-34. Был дважды ранен, после второго ранения в феврале 1943 года в часть не вернулся.
С апреля 1943 года воевал в составе 308-й стрелковой дивизии, был рядовым красноармейцем, помощником командира стрелкового взвода 336-го гвардейского стрелкового полка. Воевал на Белорусском и 1-м Белорусском фронтах.
26 ноября 1943 года при прорыве вражеской обороны в районе населенного пункта Новый Быхов гвардии рядовой Трунилин огнём из ручного пулемета истребил свыше 10 солдат и офицеров, подавил пулеметную точку. Когда рота оказалась отрезанной от своего батальона в тылу противника, Трунилин несколько раз ходил в разведку, привел двух пленных. По воспоминаниям ветерана, с группой добровольцев прикрывал отход подразделения, за что и был награждён орденом.
Приказом по частям 120-й гвардейской стрелковой дивизии от 31 декабря 1943 года гвардии рядовой Трунилин Сергей Иванович награждён орденом Славы 3-й степени. 21 февраля 1944 года на подступах в реке Днепр гвардии сержант Трунилин гранатами подавил дзот. Затем, командуя отделением, одним из первых в роте форсировал реку Днепр в районе деревни Кистени. Закрепившись на плацдарме, заменил раненого командира роты, командуя подразделением, отразил все контратаки врага. В бою за деревню Озерище был ранен в грудь, но поля боя не покинул. Продолжал командовать ротой, пока не был занят город Рогачёв. 24 февраля в уличном бою в Рогачёве был второй раз ранен и отправлен в медсанбат. 9 марта командиром полка был представлен к награждению орденом Красной Звезды. По этому представлению было подписано два приказа о награждении разными орденами.
Приказами по частям 120-й гвардейской стрелковой дивизии от 12 марта 1944 и по войскам 3-й армии от 27 мая 1944 года гвардии сержант Трунилин Сергей Иванович награждён орденами Славы 3-й и 2-й степеней соответственно.
После излечения вернулся в свою роту, принимал участие в ликвидации Бобруйского котла.
24 июня 1944 года при прорыве обороны противника в районе деревни Гончаровка гвардии старший сержант Трунилин поднял бойцов в штыковую атаку и ворвался в траншею врага, уничтожил огнём из автомата до 10 противников, подавил гранатами пулеметную точку. Взвод под его командованием истребил до 40 противников и уничтожил 3 огневые точки. Был представлен к награждению орденом Славы 1-й степени.
В одно из следующих боев 28 июня был снова ранен: одна пуля насквозь пробила легкое, а вторая прошила руку. Лечение было длительным и после госпиталя попал в другую часть. С августа 1944 года воевал в составе 1508-го самоходного артиллерийского полка 9-го танкового корпуса разведчиком, командиром бронемашины. Ещё неоднократно отличился в боях на территории Германии.
В феврале 1945 года, действуя с офицером разведки полка, неоднократно пробирался в действующие батареи для уточнения обстановки и своевременно доставлял сведения в штаб полка. При столкновении с выходящей из окружения группой противников спас знамя полка. Награждён орденом Красной Звезды. В те же дни был подписан Указ о награждении орденом Славы 1-й степени.
Указом Президиума Верховного совета СССР от 24 марта 1945 года за отвагу и геройство, проявленные в боях с немецкими захватчиками, гвардии старший сержант Трунилин Сергей Иванович награждён орденом Славы 1-й степени. Стал полным кавалером ордена Славы.
В завершающих боях войны заслужил последнюю боевую награду — медаль «За отвагу». С 16 апреля по 2 мая 1945 года в боях на Берлинском направлении старший сержант Трунилин, находясь в боевых порядках батареи, своевременно доставлял сведения о противнике, в этих боях лично уничтожил 4 противников и 7 взял в плен.
В 1945 году был демобилизован. Вернулся на родину. С 1946 по 1955 года работал в управлении МВД, в оперативном отделе в городе Ульяновск. В дальнейшем работал на заводах города Ульяновска: помощником машиниста крана на Ульяновском заводе тяжелых станков, ремонтником, слесарем на Ульяновском радиоламповом заводе, слесарем на заводе «Стальконструкция». С 1966 года работал на Ульяновском механическом заводе слесарем в гальваническом цехе. С 1991 года находится на пенсии. Жил в городе Ульяновск. Скончался 19 августа 2007 года.
Старшина в отставке. Награждён орденами Отечественной войны 1-й степени, Красной Звезды, Славы 1-й, 2-й степени, двумя орденами Славы 3-й степени, медалями, в том числе «За отвагу».